# جینو روستی
جینو روستی (به ایتالیایی: Gino Rossetti) بازیکن فوتبال و اهل ایتالیا است 

## تیم ملی
از سال ۱۹۲۷ میلادی عضو تیم ملی فوتبال ایتالیا بوده و در ۱۹ بازی ملی حضور داشته‌است. او در بازی‌های ملی‌اش ۹ گل به ثمر رساند.
جینو روستی آخرین بازی ملی خود را در سال ۱۹۲۹ میلادی انجام داد.